# Critérium du Dauphiné 2023
La 75e édition du Critérium du Dauphiné a lieu du 4 au 11 juin 2023. La course se déroule sur un format de huit étapes, pour se terminer à Grenoble.
L'épreuve fait partie du calendrier UCI World Tour 2023 en catégorie 2.UWT.

## Présentation

### Parcours
La première étape se termine par un circuit local à accomplir trois fois. Ce circuit comprend la côte du Rocher de l'Aigle (1 km à 7,3 %) dont le dernier passage se situe à 11 kilomètres de l'arrivée à Chambon-sur-Lac. La deuxième étape est vallonnée et l'arrivée se termine en faux plat montant. La troisième étape présente une seconde partie plate excepté la côte de Pinay située à 20 kilomètres de l’arrivée. La quatrième étape est disputée sous la forme d'un long contre-la-montre de 31,1 km. La cinquième étape, plate dans sa première partie, compte deux ascensions dans le final dont la côte de Thésy (3,6 km à 8,8 %, sommet à 14 km de l'arrivée). La sixième étape est la première étape de montagne sur cette édition du Dauphiné avec, dans les 40 derniers kilomètres, le col des Aravis (7,8 km à 5,7 %), la côte de Notre-Dame-de-Bellecombe (3,2 km à 5,7 %) puis une arrivée au sommet de Crest-Voland (2,3 km à 6,6 %). La septième étape franchit trois cols mythiques des Alpes, le col de la Madeleine à mi-parcours, le col du Mollard et l'arrivée au col de la Croix-de-Fer (13,1 km à 6,2 %). La dernière étape voit six cols s'enchaîner dont le col du Granier et le col de Porte et l'arrivée au sommet de la courte mais très pentue montée (1,8 km à 14,2 %) vers La Bastille sur les hauteurs de Grenoble.

### Équipes
Vingt-et-une équipes de sept coureurs participent à cette course : les dix-huit WorldTeams et trois ProTeams.
| WorldTeams (18)- AG2R Citroën Team - Alpecin-Deceuninck - Astana Qazaqstan Team - Bora-Hansgrohe - EF Education-EasyPost - Groupama-FDJ - Ineos Grenadiers - Intermarché-Circus-Wanty - Jumbo-Visma - Movistar Team - Soudal Quick-Step - Arkéa-Samsic - Bahrain Victorious - Cofidis - Team DSM - Team Jayco AlUla - Trek-Segafredo - UAE Team Emirates ProTeams (3)- Lotto Dstny - TotalEnergies - Uno-X Pro Cycling Team |
| |

### Favoris et principaux coureurs
Le vainqueur du dernier Tour de France et deuxième du Dauphiné en 2022, le Danois Jonas Vingegaard (Jumbo-Visma), fait office de grand favori. L'Australien Jai Hindley (Bora-Hansgrohe), vainqueur du Giro en 2022 s'aligne aussi avec des ambitions tout comme le Britannique Adam Yates (UAE Emirates) et l'Espagnol Mikel Landa (Bahrain Victorious). David Gaudu (Groupama-FDJ) représente sans doute les meilleures chances françaises de victoire sans oublier son coéquipier Valentin Madouas et Guillaume Martin (Cofidis). AG2R Citroën compte sur son grimpeur australien Ben O’Connor, troisième de la dernière édition. Parmi les outsiders et suivant leur état de forme, on peut citer Pierre Latour et Alexis Vuillermoz (TotalÉnergies), Julian Alaphilippe (Soudal Quick-Step), Giulio Ciccone (Trek Segafredo), Christophe Laporte (Jumbo-Visma) ou encore Enric Mas (Movistar), Richard Carapaz (EF Education), Carlos Rodríguez, Egan Bernal et Daniel Martínez (Ineos Grenadiers).

## Étapes
| Étape     | Date    | Villes étapes                            | type                        | Distance (km) | Dénivelé (m) | Vainqueur d'étape  | Leader du classement général |
| --------- | ------- | ---------------------------------------- | --------------------------- | ------------- | ------------ | ------------------ | ---------------------------- |
| 1re étape | 4 juin  | Chambon-sur-Lac – Chambon-sur-Lac        | étape vallonnée             | 157,7         | 2 753 m      | Christophe Laporte | Christophe Laporte           |
| 2e étape  | 5 juin  | Brassac-les-Mines – La Chaise-Dieu       | étape vallonnée             | 167,3         | 2 865 m      | Julian Alaphilippe | Christophe Laporte           |
| 3e étape  | 6 juin  | Monistrol-sur-Loire – Le Coteau          | étape de plaine             | 191,3         | 2 089 m      | Christophe Laporte | Christophe Laporte           |
| 4e étape  | 7 juin  | Cours – Belmont-de-la-Loire              | contre-la-montre individuel | 31,1          | 408 m        | Mikkel Bjerg       | Mikkel Bjerg                 |
| 5e étape  | 8 juin  | Cormoranche-sur-Saône – Salins-les-Bains | étape vallonnée             | 191,1         | 2 018 m      | Jonas Vingegaard   | Jonas Vingegaard             |
| 6e étape  | 9 juin  | Nantua – Crest-Voland                    | étape de moyenne montagne   | 168,2         | 3 406 m      | Georg Zimmermann   | Jonas Vingegaard             |
| 7e étape  | 10 juin | Porte-de-Savoie – col de la Croix-de-Fer | étape de montagne           | 147,7         | 4 015 m      | Jonas Vingegaard   | Jonas Vingegaard             |
| 8e étape  | 11 juin | Le Pont-de-Claix – Bastille              | étape de montagne           | 152,8         | 4 160 m      | Giulio Ciccone     | Jonas Vingegaard             |

## Classement par étapes

### 1reétape
Après plusieurs attaques, cinq coureurs réussissent à prendre la bonne échappée : les Belges Rune Herregodts (Intermarché Circus Wanty), Brent Van Moer (Lotto Dstny) et Fabio Van den Bossche (Alpecin Deceuninck) et les Français Donavan Grondin (Arkéa Samsic) et Dorian Godon (AG2R Citroën). Ultime rescapé de cette échappée, Herregodts est rattrapé par l'avant du peloton à 25 mètres de la ligne l'arrivée où le Français Christophe Laporte (Jumbo Visma) s'impose.
| \| Classement de l'étape \| Classement de l'étape \| Classement de l'étape \| Classement de l'étape \| Classement de l'étape \| \| Coureur \| Coureur \| Pays \| Équipe \| Temps \| \| --------------------- \| --------------------- \| --------------------- \| ------------------------ \| --------------------- \| \| 1er \| Christophe Laporte \| France \| Jumbo-Visma \| 3 h 43 min 30 s \| \| 2e \| Matteo Trentin \| Italie \| UAE Team Emirates \| + 0 s \| \| 3e \| Rune Herregodts \| Belgique \| Intermarché-Circus-Wanty \| + 0 s \| \| 4e \| Axel Zingle \| France \| Cofidis \| + 0 s \| \| 5e \| Maxim Van Gils \| Belgique \| Lotto Dstny \| + 0 s \| \| 6e \| Danny van Poppel \| Pays-Bas \| Bora-Hansgrohe \| + 0 s \| \| 7e \| Andrea Bagioli \| Italie \| Soudal Quick-Step \| + 0 s \| \| 8e \| Fred Wright \| Royaume-Uni \| Bahrain Victorious \| + 0 s \| \| 9e \| Robert Stannard \| Australie \| Alpecin-Deceuninck \| + 0 s \| \| 10e \| Marco Brenner \| Allemagne \| Team DSM \| + 0 s \| |                    |             |                          |                 |
| |                    |             |                          |                 |
| Source : ProCyclingStats |                    |             |                          |                 |
| Classement de l'étape |                    |             |                          |                 |
| Coureur | Coureur            | Pays        | Équipe                   | Temps           |
| 1er | Christophe Laporte | France      | Jumbo-Visma              | 3 h 43 min 30 s |
| 2e | Matteo Trentin     | Italie      | UAE Team Emirates        | + 0 s           |
| 3e | Rune Herregodts    | Belgique    | Intermarché-Circus-Wanty | + 0 s           |
| 4e | Axel Zingle        | France      | Cofidis                  | + 0 s           |
| 5e | Maxim Van Gils     | Belgique    | Lotto Dstny              | + 0 s           |
| 6e | Danny van Poppel   | Pays-Bas    | Bora-Hansgrohe           | + 0 s           |
| 7e | Andrea Bagioli     | Italie      | Soudal Quick-Step        | + 0 s           |
| 8e | Fred Wright        | Royaume-Uni | Bahrain Victorious       | + 0 s           |
| 9e | Robert Stannard    | Australie   | Alpecin-Deceuninck       | + 0 s           |
| 10e | Marco Brenner      | Allemagne   | Team DSM                 | + 0 s           |

| \| Classement général \| Classement général \| Classement général \| Classement général \| Classement général \| \| Coureur \| Coureur \| Pays \| Équipe \| Temps \| \| ------------------ \| ------------------ \| ------------------ \| ------------------------ \| ------------------ \| \| 1er \| Christophe Laporte \| France \| Jumbo-Visma \| 3 h 43 min 20 s \| \| 2e \| Matteo Trentin \| Italie \| UAE Team Emirates \| + 4 s \| \| 3e \| Rune Herregodts \| Belgique \| Intermarché-Circus-Wanty \| + 6 s \| \| 4e \| Axel Zingle \| France \| Cofidis \| + 10 s \| \| 5e \| Maxim Van Gils \| Belgique \| Lotto Dstny \| + 10 s \| \| 6e \| Danny van Poppel \| Pays-Bas \| Bora-Hansgrohe \| + 10 s \| \| 7e \| Andrea Bagioli \| Italie \| Soudal Quick-Step \| + 10 s \| \| 8e \| Fred Wright \| Royaume-Uni \| Bahrain Victorious \| + 10 s \| \| 9e \| Robert Stannard \| Australie \| Alpecin-Deceuninck \| + 10 s \| \| 10e \| Marco Brenner \| Allemagne \| Team DSM \| + 10 s \| |                    |             |                          |                 |
| |                    |             |                          |                 |
| Source : ProCyclingStats |                    |             |                          |                 |
| Classement général |                    |             |                          |                 |
| Coureur | Coureur            | Pays        | Équipe                   | Temps           |
| 1er | Christophe Laporte | France      | Jumbo-Visma              | 3 h 43 min 20 s |
| 2e | Matteo Trentin     | Italie      | UAE Team Emirates        | + 4 s           |
| 3e | Rune Herregodts    | Belgique    | Intermarché-Circus-Wanty | + 6 s           |
| 4e | Axel Zingle        | France      | Cofidis                  | + 10 s          |
| 5e | Maxim Van Gils     | Belgique    | Lotto Dstny              | + 10 s          |
| 6e | Danny van Poppel   | Pays-Bas    | Bora-Hansgrohe           | + 10 s          |
| 7e | Andrea Bagioli     | Italie      | Soudal Quick-Step        | + 10 s          |
| 8e | Fred Wright        | Royaume-Uni | Bahrain Victorious       | + 10 s          |
| 9e | Robert Stannard    | Australie   | Alpecin-Deceuninck       | + 10 s          |
| 10e | Marco Brenner      | Allemagne   | Team DSM                 | + 10 s          |

### 2eétape
Le Belge Victor Campenaerts (Lotto Dstny) et le Français Kenny Elissonde (Tref-Segafredo), les deux derniers rescapés de l’échappée, sont repris dans la côte des Guêtes à dix kilomètres du terme. Moment choisi par l’Autrichien Tobias Bayer (Alpecin Deceuninck) pour attaquer et s'isoler en tête pendant quelques kilomètres mais sans succès. Idem pour l’Australien Harrison Sweeny (Lotto Dstny) par la suite mais aussi en vain. La victoire se joue au sprint. Julian Alaphilippe s'impose avec une longueur d'avance sur l’Équatorien Richard Carapaz (EF Education).
| \| Classement de l'étape \| Classement de l'étape \| Classement de l'étape \| Classement de l'étape \| Classement de l'étape \| \| Coureur \| Coureur \| Pays \| Équipe \| Temps \| \| --------------------- \| --------------------- \| --------------------- \| --------------------- \| --------------------- \| \| 1er \| Julian Alaphilippe \| France \| Soudal Quick-Step \| 3 h 54 min 53 s \| \| 2e \| Richard Carapaz \| Équateur \| EF Education-EasyPost \| + 0 s \| \| 3e \| Natnael Tesfatsion \| Érythrée \| Trek-Segafredo \| + 0 s \| \| 4e \| Christophe Laporte \| France \| Jumbo-Visma \| + 0 s \| \| 5e \| Maxim Van Gils \| Belgique \| Lotto Dstny \| + 0 s \| \| 6e \| Robert Stannard \| Australie \| Alpecin-Deceuninck \| + 0 s \| \| 7e \| Fred Wright \| Royaume-Uni \| Bahrain Victorious \| + 0 s \| \| 8e \| Oscar Onley \| Royaume-Uni \| Team DSM \| + 0 s \| \| 9e \| Marco Brenner \| Allemagne \| Team DSM \| + 0 s \| \| 10e \| Clément Champoussin \| France \| Arkéa-Samsic \| + 0 s \| |                     |             |                       |                 |
| |                     |             |                       |                 |
| Source : ProCyclingStats |                     |             |                       |                 |
| Classement de l'étape |                     |             |                       |                 |
| Coureur | Coureur             | Pays        | Équipe                | Temps           |
| 1er | Julian Alaphilippe  | France      | Soudal Quick-Step     | 3 h 54 min 53 s |
| 2e | Richard Carapaz     | Équateur    | EF Education-EasyPost | + 0 s           |
| 3e | Natnael Tesfatsion  | Érythrée    | Trek-Segafredo        | + 0 s           |
| 4e | Christophe Laporte  | France      | Jumbo-Visma           | + 0 s           |
| 5e | Maxim Van Gils      | Belgique    | Lotto Dstny           | + 0 s           |
| 6e | Robert Stannard     | Australie   | Alpecin-Deceuninck    | + 0 s           |
| 7e | Fred Wright         | Royaume-Uni | Bahrain Victorious    | + 0 s           |
| 8e | Oscar Onley         | Royaume-Uni | Team DSM              | + 0 s           |
| 9e | Marco Brenner       | Allemagne   | Team DSM              | + 0 s           |
| 10e | Clément Champoussin | France      | Arkéa-Samsic          | + 0 s           |

| \| Classement général \| Classement général \| Classement général \| Classement général \| Classement général \| \| Coureur \| Coureur \| Pays \| Équipe \| Temps \| \| ------------------ \| -------------------- \| ------------------ \| ------------------------ \| ------------------ \| \| 1er \| Christophe Laporte \| France \| Jumbo-Visma \| 7 h 38 min 13 s \| \| 2e \| Julian Alaphilippe \| France \| Soudal Quick-Step \| + 0 s \| \| 3e \| Richard Carapaz \| Équateur \| EF Education-EasyPost \| + 4 s \| \| 4e \| Rune Herregodts \| Belgique \| Intermarché-Circus-Wanty \| + 6 s \| \| 5e \| Maxim Van Gils \| Belgique \| Lotto Dstny \| + 10 s \| \| 6e \| Robert Stannard \| Australie \| Alpecin-Deceuninck \| + 10 s \| \| 7e \| Fred Wright \| Royaume-Uni \| Bahrain Victorious \| + 10 s \| \| 8e \| Marco Brenner \| Allemagne \| Team DSM \| + 10 s \| \| 9e \| Clément Champoussin \| France \| Arkéa-Samsic \| + 10 s \| \| 10e \| Edvald Boasson Hagen \| Norvège \| TotalEnergies \| + 10 s \| |                      |             |                          |                 |
| |                      |             |                          |                 |
| Source : ProCyclingStats |                      |             |                          |                 |
| Classement général |                      |             |                          |                 |
| Coureur | Coureur              | Pays        | Équipe                   | Temps           |
| 1er | Christophe Laporte   | France      | Jumbo-Visma              | 7 h 38 min 13 s |
| 2e | Julian Alaphilippe   | France      | Soudal Quick-Step        | + 0 s           |
| 3e | Richard Carapaz      | Équateur    | EF Education-EasyPost    | + 4 s           |
| 4e | Rune Herregodts      | Belgique    | Intermarché-Circus-Wanty | + 6 s           |
| 5e | Maxim Van Gils       | Belgique    | Lotto Dstny              | + 10 s          |
| 6e | Robert Stannard      | Australie   | Alpecin-Deceuninck       | + 10 s          |
| 7e | Fred Wright          | Royaume-Uni | Bahrain Victorious       | + 10 s          |
| 8e | Marco Brenner        | Allemagne   | Team DSM                 | + 10 s          |
| 9e | Clément Champoussin  | France      | Arkéa-Samsic             | + 10 s          |
| 10e | Edvald Boasson Hagen | Norvège     | TotalEnergies            | + 10 s          |

### 3eétape
Le peloton se présente groupé à l'arrivée. Deux chutes se produisent dans les 1 700 derniers mètres. Comme lors de l'étape initiale, Christophe Laporte gagne le sprint alors que Sam Bennett et Dylan Groenewegen, arrivés deuxième et troisième, sont déclassés pour avoir gêné d'autres coureurs en changeant de trajectoire.
| \| Classement de l'étape \| Classement de l'étape \| Classement de l'étape \| Classement de l'étape \| Classement de l'étape \| \| Coureur \| Coureur \| Pays \| Équipe \| Temps \| \| --------------------- \| ---------------------- \| --------------------- \| ------------------------ \| --------------------- \| \| 1er \| Christophe Laporte \| France \| Jumbo-Visma \| 4 h 43 min 28 s \| \| 2e \| Matteo Trentin \| Italie \| UAE Team Emirates \| + 0 s \| \| 3e \| Milan Menten \| Belgique \| Lotto Dstny \| + 0 s \| \| 4e \| Hugo Hofstetter \| France \| Arkéa-Samsic \| + 0 s \| \| 5e \| Matevž Govekar \| Slovénie \| Bahrain Victorious \| + 0 s \| \| 6e \| Tobias Bayer \| Autriche \| Alpecin-Deceuninck \| + 0 s \| \| 7e \| Axel Zingle \| France \| Cofidis \| + 0 s \| \| 8e \| Madis Mihkels \| Estonie \| Intermarché-Circus-Wanty \| + 0 s \| \| 9e \| Martin Bugge Urianstad \| Norvège \| Uno-X Pro Cycling Team \| + 0 s \| \| 10e \| Danny van Poppel \| Pays-Bas \| Bora-Hansgrohe \| + 0 s \| |                        |          |                          |                 |
| |                        |          |                          |                 |
| Source : ProCyclingStats |                        |          |                          |                 |
| Classement de l'étape |                        |          |                          |                 |
| Coureur | Coureur                | Pays     | Équipe                   | Temps           |
| 1er | Christophe Laporte     | France   | Jumbo-Visma              | 4 h 43 min 28 s |
| 2e | Matteo Trentin         | Italie   | UAE Team Emirates        | + 0 s           |
| 3e | Milan Menten           | Belgique | Lotto Dstny              | + 0 s           |
| 4e | Hugo Hofstetter        | France   | Arkéa-Samsic             | + 0 s           |
| 5e | Matevž Govekar         | Slovénie | Bahrain Victorious       | + 0 s           |
| 6e | Tobias Bayer           | Autriche | Alpecin-Deceuninck       | + 0 s           |
| 7e | Axel Zingle            | France   | Cofidis                  | + 0 s           |
| 8e | Madis Mihkels          | Estonie  | Intermarché-Circus-Wanty | + 0 s           |
| 9e | Martin Bugge Urianstad | Norvège  | Uno-X Pro Cycling Team   | + 0 s           |
| 10e | Danny van Poppel       | Pays-Bas | Bora-Hansgrohe           | + 0 s           |

| \| Classement général \| Classement général \| Classement général \| Classement général \| Classement général \| \| Coureur \| Coureur \| Pays \| Équipe \| Temps \| \| ------------------ \| -------------------- \| ------------------ \| ------------------------ \| ------------------ \| \| 1er \| Christophe Laporte \| France \| Jumbo-Visma \| 12 h 21 min 28 s \| \| 2e \| Julian Alaphilippe \| France \| Soudal Quick-Step \| + 11 s \| \| 3e \| Richard Carapaz \| Équateur \| EF Education-EasyPost \| + 17 s \| \| 4e \| Rune Herregodts \| Belgique \| Intermarché-Circus-Wanty \| + 19 s \| \| 5e \| Maxim Van Gils \| Belgique \| Lotto Dstny \| + 23 s \| \| 6e \| Fred Wright \| Royaume-Uni \| Bahrain Victorious \| + 23 s \| \| 7e \| Marco Brenner \| Allemagne \| Team DSM \| + 23 s \| \| 8e \| Edvald Boasson Hagen \| Norvège \| TotalEnergies \| + 23 s \| \| 9e \| Tobias Johannessen \| Norvège \| Uno-X Pro Cycling Team \| + 23 s \| \| 10e \| Axel Zingle \| France \| Cofidis \| + 23 s \| |                      |             |                          |                  |
| |                      |             |                          |                  |
| Source : ProCyclingStats |                      |             |                          |                  |
| Classement général |                      |             |                          |                  |
| Coureur | Coureur              | Pays        | Équipe                   | Temps            |
| 1er | Christophe Laporte   | France      | Jumbo-Visma              | 12 h 21 min 28 s |
| 2e | Julian Alaphilippe   | France      | Soudal Quick-Step        | + 11 s           |
| 3e | Richard Carapaz      | Équateur    | EF Education-EasyPost    | + 17 s           |
| 4e | Rune Herregodts      | Belgique    | Intermarché-Circus-Wanty | + 19 s           |
| 5e | Maxim Van Gils       | Belgique    | Lotto Dstny              | + 23 s           |
| 6e | Fred Wright          | Royaume-Uni | Bahrain Victorious       | + 23 s           |
| 7e | Marco Brenner        | Allemagne   | Team DSM                 | + 23 s           |
| 8e | Edvald Boasson Hagen | Norvège     | TotalEnergies            | + 23 s           |
| 9e | Tobias Johannessen   | Norvège     | Uno-X Pro Cycling Team   | + 23 s           |
| 10e | Axel Zingle          | France      | Cofidis                  | + 23 s           |

### 4eétape
Rémi Cavagna prend rapidement le meilleur temps de ce chrono avant que Mikkel Bjerg ne le batte pour 27 secondes. Le Danois endosse le maillot jaune alors que son compatriote Jonas Vingegaard prend la 2e place de l'étape et du classement général.
| \| Classement de l'étape \| Classement de l'étape \| Classement de l'étape \| Classement de l'étape \| Classement de l'étape \| \| Coureur \| Coureur \| Pays \| Équipe \| Temps \| \| --------------------- \| --------------------- \| --------------------- \| ------------------------ \| --------------------- \| \| 1er \| Mikkel Bjerg \| Danemark \| UAE Team Emirates \| 37 min 28 s \| \| 2e \| Jonas Vingegaard \| Danemark \| Jumbo-Visma \| + 12 s \| \| 3e \| Rémi Cavagna \| France \| Soudal Quick-Step \| + 27 s \| \| 4e \| Fred Wright \| Royaume-Uni \| Bahrain Victorious \| + 34 s \| \| 5e \| Ben O'Connor \| Australie \| AG2R Citroën Team \| + 41 s \| \| 6e \| Felix Großschartner \| Autriche \| UAE Team Emirates \| + 44 s \| \| 7e \| Rune Herregodts \| Belgique \| Intermarché-Circus-Wanty \| + 54 s \| \| 8e \| Adam Yates \| Royaume-Uni \| UAE Team Emirates \| + 57 s \| \| 9e \| Nélson Oliveira \| Portugal \| Movistar Team \| + 1 min 02 s \| \| 10e \| Jonathan Castroviejo \| Espagne \| Ineos Grenadiers \| + 1 min 05 s \| |                      |             |                          |              |
| |                      |             |                          |              |
| Source : ProCyclingStats |                      |             |                          |              |
| Classement de l'étape |                      |             |                          |              |
| Coureur | Coureur              | Pays        | Équipe                   | Temps        |
| 1er | Mikkel Bjerg         | Danemark    | UAE Team Emirates        | 37 min 28 s  |
| 2e | Jonas Vingegaard     | Danemark    | Jumbo-Visma              | + 12 s       |
| 3e | Rémi Cavagna         | France      | Soudal Quick-Step        | + 27 s       |
| 4e | Fred Wright          | Royaume-Uni | Bahrain Victorious       | + 34 s       |
| 5e | Ben O'Connor         | Australie   | AG2R Citroën Team        | + 41 s       |
| 6e | Felix Großschartner  | Autriche    | UAE Team Emirates        | + 44 s       |
| 7e | Rune Herregodts      | Belgique    | Intermarché-Circus-Wanty | + 54 s       |
| 8e | Adam Yates           | Royaume-Uni | UAE Team Emirates        | + 57 s       |
| 9e | Nélson Oliveira      | Portugal    | Movistar Team            | + 1 min 02 s |
| 10e | Jonathan Castroviejo | Espagne     | Ineos Grenadiers         | + 1 min 05 s |

| \| Classement général \| Classement général \| Classement général \| Classement général \| Classement général \| \| Coureur \| Coureur \| Pays \| Équipe \| Temps \| \| ------------------ \| ------------------- \| ------------------ \| ------------------------ \| ------------------ \| \| 1er \| Mikkel Bjerg \| Danemark \| UAE Team Emirates \| 12 h 59 min 19 s \| \| 2e \| Jonas Vingegaard \| Danemark \| Jumbo-Visma \| + 12 s \| \| 3e \| Fred Wright \| Royaume-Uni \| Bahrain Victorious \| + 34 s \| \| 4e \| Ben O'Connor \| Australie \| AG2R Citroën Team \| + 41 s \| \| 5e \| Felix Großschartner \| Autriche \| UAE Team Emirates \| + 44 s \| \| 6e \| Rune Herregodts \| Belgique \| Intermarché-Circus-Wanty \| + 50 s \| \| 7e \| Adam Yates \| Royaume-Uni \| UAE Team Emirates \| + 57 s \| \| 8e \| Julian Alaphilippe \| France \| Soudal Quick-Step \| + 1 min 00 s \| \| 9e \| Daniel Martínez \| Colombie \| Ineos Grenadiers \| + 1 min 07 s \| \| 10e \| Jai Hindley \| Australie \| Bora-Hansgrohe \| + 1 min 08 s \| |                     |             |                          |                  |
| |                     |             |                          |                  |
| Source : ProCyclingStats |                     |             |                          |                  |
| Classement général |                     |             |                          |                  |
| Coureur | Coureur             | Pays        | Équipe                   | Temps            |
| 1er | Mikkel Bjerg        | Danemark    | UAE Team Emirates        | 12 h 59 min 19 s |
| 2e | Jonas Vingegaard    | Danemark    | Jumbo-Visma              | + 12 s           |
| 3e | Fred Wright         | Royaume-Uni | Bahrain Victorious       | + 34 s           |
| 4e | Ben O'Connor        | Australie   | AG2R Citroën Team        | + 41 s           |
| 5e | Felix Großschartner | Autriche    | UAE Team Emirates        | + 44 s           |
| 6e | Rune Herregodts     | Belgique    | Intermarché-Circus-Wanty | + 50 s           |
| 7e | Adam Yates          | Royaume-Uni | UAE Team Emirates        | + 57 s           |
| 8e | Julian Alaphilippe  | France      | Soudal Quick-Step        | + 1 min 00 s     |
| 9e | Daniel Martínez     | Colombie    | Ineos Grenadiers         | + 1 min 07 s     |
| 10e | Jai Hindley         | Australie   | Bora-Hansgrohe           | + 1 min 08 s     |

### 5eétape
L'étape se joue dans la côte de Thésy à une quinzaine de kilomètres de l'arrivée. L'échappée de six coureurs  qui avait compté jusqu'à 4 minutes d'avance sur le peloton est rapidement reprise. Richard Carapaz attaque suivi par Jonas Vingegaard. Quelques hectomètres plus loin, Vingegaard lâche Carapaz, creuse facilement un écart et passe seul en tête au sommet de la côte. Le Danois poursuit son effort, gagne en solitaire à Salins-les-Bains avec une trentaine de secondes d'avance et prend les rênes du classement général avec plus d'une minute d'avance sur son dauphin Julian Alaphilippe qui règle le sprint d'un peloton de 18 hommes et prend la 2e place de l'étape devant Tobias Halland Johannessen.
| \| Classement de l'étape \| Classement de l'étape \| Classement de l'étape \| Classement de l'étape \| Classement de l'étape \| \| Coureur \| Coureur \| Pays \| Équipe \| Temps \| \| --------------------- \| --------------------- \| --------------------- \| ---------------------- \| --------------------- \| \| 1er \| Jonas Vingegaard \| Danemark \| Jumbo-Visma \| 4 h 03 min 42 s \| \| 2e \| Julian Alaphilippe \| France \| Soudal Quick-Step \| + 31 s \| \| 3e \| Tobias Johannessen \| Norvège \| Uno-X Pro Cycling Team \| + 31 s \| \| 4e \| Clément Champoussin \| France \| Arkéa-Samsic \| + 31 s \| \| 5e \| Max Poole \| Royaume-Uni \| Team DSM \| + 31 s \| \| 6e \| Jai Hindley \| Australie \| Bora-Hansgrohe \| + 31 s \| \| 7e \| Enric Mas \| Espagne \| Movistar Team \| + 31 s \| \| 8e \| Adam Yates \| Royaume-Uni \| UAE Team Emirates \| + 31 s \| \| 9e \| Lenny Martinez \| France \| Groupama-FDJ \| + 31 s \| \| 10e \| Esteban Chaves \| Colombie \| EF Education-EasyPost \| + 31 s \| |                     |             |                        |                 |
| |                     |             |                        |                 |
| Source : ProCyclingStats |                     |             |                        |                 |
| Classement de l'étape |                     |             |                        |                 |
| Coureur | Coureur             | Pays        | Équipe                 | Temps           |
| 1er | Jonas Vingegaard    | Danemark    | Jumbo-Visma            | 4 h 03 min 42 s |
| 2e | Julian Alaphilippe  | France      | Soudal Quick-Step      | + 31 s          |
| 3e | Tobias Johannessen  | Norvège     | Uno-X Pro Cycling Team | + 31 s          |
| 4e | Clément Champoussin | France      | Arkéa-Samsic           | + 31 s          |
| 5e | Max Poole           | Royaume-Uni | Team DSM               | + 31 s          |
| 6e | Jai Hindley         | Australie   | Bora-Hansgrohe         | + 31 s          |
| 7e | Enric Mas           | Espagne     | Movistar Team          | + 31 s          |
| 8e | Adam Yates          | Royaume-Uni | UAE Team Emirates      | + 31 s          |
| 9e | Lenny Martinez      | France      | Groupama-FDJ           | + 31 s          |
| 10e | Esteban Chaves      | Colombie    | EF Education-EasyPost  | + 31 s          |

| \| Classement général \| Classement général \| Classement général \| Classement général \| Classement général \| \| Coureur \| Coureur \| Pays \| Équipe \| Temps \| \| ------------------ \| ------------------- \| ------------------ \| ------------------ \| ------------------ \| \| 1er \| Jonas Vingegaard \| Danemark \| Jumbo-Visma \| 17 h 03 min 03 s \| \| 2e \| Julian Alaphilippe \| France \| Soudal Quick-Step \| + 1 min 23 s \| \| 3e \| Ben O'Connor \| Australie \| AG2R Citroën Team \| + 1 min 24 s \| \| 4e \| Adam Yates \| Royaume-Uni \| UAE Team Emirates \| + 1 min 26 s \| \| 5e \| Felix Großschartner \| Autriche \| UAE Team Emirates \| + 1 min 27 s \| \| 6e \| Jai Hindley \| Australie \| Bora-Hansgrohe \| + 1 min 37 s \| \| 7e \| Jack Haig \| Australie \| Bahrain Victorious \| + 1 min 44 s \| \| 8e \| Daniel Martínez \| Colombie \| Ineos Grenadiers \| + 2 min 07 s \| \| 9e \| Mikkel Bjerg \| Danemark \| UAE Team Emirates \| + 2 min 21 s \| \| 10e \| Guillaume Martin \| France \| Cofidis \| + 2 min 54 s \| |                     |             |                    |                  |
| |                     |             |                    |                  |
| Source : ProCyclingStats |                     |             |                    |                  |
| Classement général |                     |             |                    |                  |
| Coureur | Coureur             | Pays        | Équipe             | Temps            |
| 1er | Jonas Vingegaard    | Danemark    | Jumbo-Visma        | 17 h 03 min 03 s |
| 2e | Julian Alaphilippe  | France      | Soudal Quick-Step  | + 1 min 23 s     |
| 3e | Ben O'Connor        | Australie   | AG2R Citroën Team  | + 1 min 24 s     |
| 4e | Adam Yates          | Royaume-Uni | UAE Team Emirates  | + 1 min 26 s     |
| 5e | Felix Großschartner | Autriche    | UAE Team Emirates  | + 1 min 27 s     |
| 6e | Jai Hindley         | Australie   | Bora-Hansgrohe     | + 1 min 37 s     |
| 7e | Jack Haig           | Australie   | Bahrain Victorious | + 1 min 44 s     |
| 8e | Daniel Martínez     | Colombie    | Ineos Grenadiers   | + 2 min 07 s     |
| 9e | Mikkel Bjerg        | Danemark    | UAE Team Emirates  | + 2 min 21 s     |
| 10e | Guillaume Martin    | France      | Cofidis            | + 2 min 54 s     |

### 6eétape
Le groupe de 14 échappés explose dans la montée du col des Aravis. Un trio composé de Mathieu Burgaudeau (TotalEnergies), Georg Zimmermann (Intermarché Circus Wanty) et Jonathan Castroviejo (Ineos Grenadiers) passe en tête au sommet (à 18 km de l'arrivée) avec 1 min 30 s d'avance sur le peloton. Dans la montée finale vers Crest-Voland, Zimmermann attaque à 1 900 m du sommet mais il est rattrapé par Burgaudeau aux 500 mètres. Georg Zimmermann lance le sprint et gagne l'étape.
| \| Classement de l'étape \| Classement de l'étape \| Classement de l'étape \| Classement de l'étape \| Classement de l'étape \| \| Coureur \| Coureur \| Pays \| Équipe \| Temps \| \| --------------------- \| --------------------- \| --------------------- \| ------------------------ \| --------------------- \| \| 1er \| Georg Zimmermann \| Allemagne \| Intermarché-Circus-Wanty \| 4 h 02 min 50 s \| \| 2e \| Mathieu Burgaudeau \| France \| TotalEnergies \| + 1 s \| \| 3e \| Jonathan Castroviejo \| Espagne \| Ineos Grenadiers \| + 8 s \| \| 4e \| Giulio Ciccone \| Italie \| Trek-Segafredo \| + 48 s \| \| 5e \| Ben O'Connor \| Australie \| AG2R Citroën Team \| + 48 s \| \| 6e \| Adam Yates \| Royaume-Uni \| UAE Team Emirates \| + 48 s \| \| 7e \| Jack Haig \| Australie \| Bahrain Victorious \| + 48 s \| \| 8e \| Jai Hindley \| Australie \| Bora-Hansgrohe \| + 48 s \| \| 9e \| Julian Alaphilippe \| France \| Soudal Quick-Step \| + 48 s \| \| 10e \| Enric Mas \| Espagne \| Movistar Team \| + 48 s \| |                      |             |                          |                 |
| |                      |             |                          |                 |
| Source : ProCyclingStats |                      |             |                          |                 |
| Classement de l'étape |                      |             |                          |                 |
| Coureur | Coureur              | Pays        | Équipe                   | Temps           |
| 1er | Georg Zimmermann     | Allemagne   | Intermarché-Circus-Wanty | 4 h 02 min 50 s |
| 2e | Mathieu Burgaudeau   | France      | TotalEnergies            | + 1 s           |
| 3e | Jonathan Castroviejo | Espagne     | Ineos Grenadiers         | + 8 s           |
| 4e | Giulio Ciccone       | Italie      | Trek-Segafredo           | + 48 s          |
| 5e | Ben O'Connor         | Australie   | AG2R Citroën Team        | + 48 s          |
| 6e | Adam Yates           | Royaume-Uni | UAE Team Emirates        | + 48 s          |
| 7e | Jack Haig            | Australie   | Bahrain Victorious       | + 48 s          |
| 8e | Jai Hindley          | Australie   | Bora-Hansgrohe           | + 48 s          |
| 9e | Julian Alaphilippe   | France      | Soudal Quick-Step        | + 48 s          |
| 10e | Enric Mas            | Espagne     | Movistar Team            | + 48 s          |

| \| Classement général \| Classement général \| Classement général \| Classement général \| Classement général \| \| Coureur \| Coureur \| Pays \| Équipe \| Temps \| \| ------------------ \| ------------------ \| ------------------ \| ---------------------- \| ------------------ \| \| 1er \| Jonas Vingegaard \| Danemark \| Jumbo-Visma \| 21 h 06 min 41 s \| \| 2e \| Ben O'Connor \| Australie \| AG2R Citroën Team \| + 1 min 10 s \| \| 3e \| Julian Alaphilippe \| France \| Soudal Quick-Step \| + 1 min 23 s \| \| 4e \| Adam Yates \| Royaume-Uni \| UAE Team Emirates \| + 1 min 26 s \| \| 5e \| Jai Hindley \| Australie \| Bora-Hansgrohe \| + 1 min 37 s \| \| 6e \| Jack Haig \| Australie \| Bahrain Victorious \| + 1 min 44 s \| \| 7e \| Daniel Martínez \| Colombie \| Ineos Grenadiers \| + 2 min 07 s \| \| 8e \| Guillaume Martin \| France \| Cofidis \| + 2 min 54 s \| \| 9e \| Mikkel Bjerg \| Danemark \| UAE Team Emirates \| + 2 min 55 s \| \| 10e \| Tobias Johannessen \| Norvège \| Uno-X Pro Cycling Team \| + 2 min 57 s \| |                    |             |                        |                  |
| |                    |             |                        |                  |
| Source : ProCyclingStats |                    |             |                        |                  |
| Classement général |                    |             |                        |                  |
| Coureur | Coureur            | Pays        | Équipe                 | Temps            |
| 1er | Jonas Vingegaard   | Danemark    | Jumbo-Visma            | 21 h 06 min 41 s |
| 2e | Ben O'Connor       | Australie   | AG2R Citroën Team      | + 1 min 10 s     |
| 3e | Julian Alaphilippe | France      | Soudal Quick-Step      | + 1 min 23 s     |
| 4e | Adam Yates         | Royaume-Uni | UAE Team Emirates      | + 1 min 26 s     |
| 5e | Jai Hindley        | Australie   | Bora-Hansgrohe         | + 1 min 37 s     |
| 6e | Jack Haig          | Australie   | Bahrain Victorious     | + 1 min 44 s     |
| 7e | Daniel Martínez    | Colombie    | Ineos Grenadiers       | + 2 min 07 s     |
| 8e | Guillaume Martin   | France      | Cofidis                | + 2 min 54 s     |
| 9e | Mikkel Bjerg       | Danemark    | UAE Team Emirates      | + 2 min 55 s     |
| 10e | Tobias Johannessen | Norvège     | Uno-X Pro Cycling Team | + 2 min 57 s     |

### 7eétape
Denier rescapé de l'échappée, le Belge Victor Campenaerts (Lotto Dstny) franchit seul en tête les cols de la Madeleine et du Mollard pour s'approprier le maillot à pois du meilleur grimpeur avant d'être repris par le peloton à 12,3 km de l'arrivée, au pied du Col de la Croix-de-Fer, la dernière ascension de l'étape. À 5,3 km du sommet, le maillot jaune Jonas Vingegaard (Jumbo Visma) place une vive attaque et fait la montée seul en tête en creusant progressivement des écarts sur ses poursuivants pour l'emporter avec 41 secondes d'avance sur Adam Yates (UAE Emirates).
| \| Classement de l'étape \| Classement de l'étape \| Classement de l'étape \| Classement de l'étape \| Classement de l'étape \| \| Coureur \| Coureur \| Pays \| Équipe \| Temps \| \| --------------------- \| --------------------- \| --------------------- \| ------------------------ \| --------------------- \| \| 1er \| Jonas Vingegaard \| Danemark \| Jumbo-Visma \| 4 h 15 min 47 s \| \| 2e \| Adam Yates \| Royaume-Uni \| UAE Team Emirates \| + 41 s \| \| 3e \| Jai Hindley \| Australie \| Bora-Hansgrohe \| + 53 s \| \| 4e \| Ben O'Connor \| Australie \| AG2R Citroën Team \| + 1 min 04 s \| \| 5e \| Max Poole \| Royaume-Uni \| Team DSM \| + 1 min 10 s \| \| 6e \| Jack Haig \| Australie \| Bahrain Victorious \| + 1 min 10 s \| \| 7e \| Guillaume Martin \| France \| Cofidis \| + 1 min 10 s \| \| 8e \| Torstein Træen \| Norvège \| Uno-X Pro Cycling Team \| + 1 min 10 s \| \| 9e \| Daniel Martínez \| Colombie \| Ineos Grenadiers \| + 1 min 10 s \| \| 10e \| Louis Meintjes \| Afrique du Sud \| Intermarché-Circus-Wanty \| + 1 min 10 s \| |                  |                |                          |                 |
| |                  |                |                          |                 |
| Source : ProCyclingStats |                  |                |                          |                 |
| Classement de l'étape |                  |                |                          |                 |
| Coureur | Coureur          | Pays           | Équipe                   | Temps           |
| 1er | Jonas Vingegaard | Danemark       | Jumbo-Visma              | 4 h 15 min 47 s |
| 2e | Adam Yates       | Royaume-Uni    | UAE Team Emirates        | + 41 s          |
| 3e | Jai Hindley      | Australie      | Bora-Hansgrohe           | + 53 s          |
| 4e | Ben O'Connor     | Australie      | AG2R Citroën Team        | + 1 min 04 s    |
| 5e | Max Poole        | Royaume-Uni    | Team DSM                 | + 1 min 10 s    |
| 6e | Jack Haig        | Australie      | Bahrain Victorious       | + 1 min 10 s    |
| 7e | Guillaume Martin | France         | Cofidis                  | + 1 min 10 s    |
| 8e | Torstein Træen   | Norvège        | Uno-X Pro Cycling Team   | + 1 min 10 s    |
| 9e | Daniel Martínez  | Colombie       | Ineos Grenadiers         | + 1 min 10 s    |
| 10e | Louis Meintjes   | Afrique du Sud | Intermarché-Circus-Wanty | + 1 min 10 s    |

| \| Classement général \| Classement général \| Classement général \| Classement général \| Classement général \| \| Coureur \| Coureur \| Pays \| Équipe \| Temps \| \| ------------------ \| ------------------ \| ------------------ \| ------------------------ \| ------------------ \| \| 1er \| Jonas Vingegaard \| Danemark \| Jumbo-Visma \| 25 h 22 min 18 s \| \| 2e \| Adam Yates \| Royaume-Uni \| UAE Team Emirates \| + 2 min 11 s \| \| 3e \| Ben O'Connor \| Australie \| AG2R Citroën Team \| + 2 min 24 s \| \| 4e \| Jai Hindley \| Australie \| Bora-Hansgrohe \| + 2 min 36 s \| \| 5e \| Jack Haig \| Australie \| Bahrain Victorious \| + 3 min 04 s \| \| 6e \| Daniel Martínez \| Colombie \| Ineos Grenadiers \| + 3 min 27 s \| \| 7e \| Julian Alaphilippe \| France \| Soudal Quick-Step \| + 3 min 48 s \| \| 8e \| Guillaume Martin \| France \| Cofidis \| + 4 min 14 s \| \| 9e \| Louis Meintjes \| Afrique du Sud \| Intermarché-Circus-Wanty \| + 4 min 19 s \| \| 10e \| Torstein Træen \| Norvège \| Uno-X Pro Cycling Team \| + 4 min 21 s \| |                    |                |                          |                  |
| |                    |                |                          |                  |
| Source : ProCyclingStats |                    |                |                          |                  |
| Classement général |                    |                |                          |                  |
| Coureur | Coureur            | Pays           | Équipe                   | Temps            |
| 1er | Jonas Vingegaard   | Danemark       | Jumbo-Visma              | 25 h 22 min 18 s |
| 2e | Adam Yates         | Royaume-Uni    | UAE Team Emirates        | + 2 min 11 s     |
| 3e | Ben O'Connor       | Australie      | AG2R Citroën Team        | + 2 min 24 s     |
| 4e | Jai Hindley        | Australie      | Bora-Hansgrohe           | + 2 min 36 s     |
| 5e | Jack Haig          | Australie      | Bahrain Victorious       | + 3 min 04 s     |
| 6e | Daniel Martínez    | Colombie       | Ineos Grenadiers         | + 3 min 27 s     |
| 7e | Julian Alaphilippe | France         | Soudal Quick-Step        | + 3 min 48 s     |
| 8e | Guillaume Martin   | France         | Cofidis                  | + 4 min 14 s     |
| 9e | Louis Meintjes     | Afrique du Sud | Intermarché-Circus-Wanty | + 4 min 19 s     |
| 10e | Torstein Træen     | Norvège        | Uno-X Pro Cycling Team   | + 4 min 21 s     |

### 8eétape
Au col du Cucheron (30 km de l'arrivée), cinq hommes passent en tête : Tiesj Benoot (Jumbo Visma), Giulio Ciccone (Trek Segafredo), Clément Champoussin (Arkéa Samsic), Julian Alaphilippe (Soudal Quick-Step) et Jonathan Castroviejo (Ineos Grenadiers) avec 1 min 30 s d'avance sur le peloton maillot jaune. Dans l'ascension suivante du col de Porte, Ciccone attaque à 24 km de l'arrivée. Il est suivi par le seul Alaphilippe mais à 20 km du terme, le Français lâche prise et Ciccone s'isole en tête pour franchir ce col avec une quarantaine de secondes d'avance sur le peloton. Giulio Ciccone réussit à préserver un avantage suffisant dans le mur final vers La Bastille pour gagner l'étape devant Jonas Vingegaard, qui démontre encore une fois son état de forme dans cette course à étapes qu'il remporte avec brio.
| \| Classement de l'étape \| Classement de l'étape \| Classement de l'étape \| Classement de l'étape \| Classement de l'étape \| \| Coureur \| Coureur \| Pays \| Équipe \| Temps \| \| --------------------- \| --------------------- \| --------------------- \| ------------------------ \| --------------------- \| \| 1er \| Giulio Ciccone \| Italie \| Trek-Segafredo \| 4 h 06 min 04 s \| \| 2e \| Jonas Vingegaard \| Danemark \| Jumbo-Visma \| + 23 s \| \| 3e \| Adam Yates \| Royaume-Uni \| UAE Team Emirates \| + 33 s \| \| 4e \| Ben O'Connor \| Australie \| AG2R Citroën Team \| + 49 s \| \| 5e \| Guillaume Martin \| France \| Cofidis \| + 54 s \| \| 6e \| Jai Hindley \| Australie \| Bora-Hansgrohe \| + 57 s \| \| 7e \| Rafał Majka \| Pologne \| UAE Team Emirates \| + 1 min 00 s \| \| 8e \| Jack Haig \| Australie \| Bahrain Victorious \| + 1 min 00 s \| \| 9e \| Louis Meintjes \| Afrique du Sud \| Intermarché-Circus-Wanty \| + 1 min 00 s \| \| 10e \| Carlos Rodríguez \| Espagne \| Ineos Grenadiers \| + 1 min 03 s \| |                  |                |                          |                 |
| |                  |                |                          |                 |
| Source : ProCyclingStats |                  |                |                          |                 |
| Classement de l'étape |                  |                |                          |                 |
| Coureur | Coureur          | Pays           | Équipe                   | Temps           |
| 1er | Giulio Ciccone   | Italie         | Trek-Segafredo           | 4 h 06 min 04 s |
| 2e | Jonas Vingegaard | Danemark       | Jumbo-Visma              | + 23 s          |
| 3e | Adam Yates       | Royaume-Uni    | UAE Team Emirates        | + 33 s          |
| 4e | Ben O'Connor     | Australie      | AG2R Citroën Team        | + 49 s          |
| 5e | Guillaume Martin | France         | Cofidis                  | + 54 s          |
| 6e | Jai Hindley      | Australie      | Bora-Hansgrohe           | + 57 s          |
| 7e | Rafał Majka      | Pologne        | UAE Team Emirates        | + 1 min 00 s    |
| 8e | Jack Haig        | Australie      | Bahrain Victorious       | + 1 min 00 s    |
| 9e | Louis Meintjes   | Afrique du Sud | Intermarché-Circus-Wanty | + 1 min 00 s    |
| 10e | Carlos Rodríguez | Espagne        | Ineos Grenadiers         | + 1 min 03 s    |

## Classements finals

### Classement général
| \| Classement général \| Classement général \| Classement général \| Classement général \| Classement général \| \| Coureur \| Coureur \| Pays \| Équipe \| Temps \| \| ------------------ \| ------------------ \| ------------------ \| ------------------------ \| ------------------ \| \| 1er \| Jonas Vingegaard \| Danemark \| Jumbo-Visma \| 29 h 28 min 39 s \| \| 2e \| Adam Yates \| Royaume-Uni \| UAE Team Emirates \| + 2 min 23 s \| \| 3e \| Ben O'Connor \| Australie \| AG2R Citroën Team \| + 2 min 56 s \| \| 4e \| Jai Hindley \| Australie \| Bora-Hansgrohe \| + 3 min 16 s \| \| 5e \| Jack Haig \| Australie \| Bahrain Victorious \| + 3 min 47 s \| \| 6e \| Guillaume Martin \| France \| Cofidis \| + 4 min 51 s \| \| 7e \| Louis Meintjes \| Afrique du Sud \| Intermarché-Circus-Wanty \| + 5 min 02 s \| \| 8e \| Torstein Træen \| Norvège \| Uno-X Pro Cycling Team \| + 5 min 15 s \| \| 9e \| Carlos Rodríguez \| Espagne \| Ineos Grenadiers \| + 5 min 19 s \| \| 10e \| Julian Alaphilippe \| France \| Soudal Quick-Step \| + 5 min 37 s \| |                    |                |                          |                  |
| |                    |                |                          |                  |
| Source : ProCyclingStats |                    |                |                          |                  |
| Classement général |                    |                |                          |                  |
| Coureur | Coureur            | Pays           | Équipe                   | Temps            |
| 1er | Jonas Vingegaard   | Danemark       | Jumbo-Visma              | 29 h 28 min 39 s |
| 2e | Adam Yates         | Royaume-Uni    | UAE Team Emirates        | + 2 min 23 s     |
| 3e | Ben O'Connor       | Australie      | AG2R Citroën Team        | + 2 min 56 s     |
| 4e | Jai Hindley        | Australie      | Bora-Hansgrohe           | + 3 min 16 s     |
| 5e | Jack Haig          | Australie      | Bahrain Victorious       | + 3 min 47 s     |
| 6e | Guillaume Martin   | France         | Cofidis                  | + 4 min 51 s     |
| 7e | Louis Meintjes     | Afrique du Sud | Intermarché-Circus-Wanty | + 5 min 02 s     |
| 8e | Torstein Træen     | Norvège        | Uno-X Pro Cycling Team   | + 5 min 15 s     |
| 9e | Carlos Rodríguez   | Espagne        | Ineos Grenadiers         | + 5 min 19 s     |
| 10e | Julian Alaphilippe | France         | Soudal Quick-Step        | + 5 min 37 s     |

### Classements annexes
| Classement par points | Classement par points | Classement par points | Classement par points | Classement par points |
| Coureur               | Coureur               | Pays                  | Équipe                | Points                |
| --------------------- | --------------------- | --------------------- | --------------------- | --------------------- |
| 1er                   | Christophe Laporte    | France                | Jumbo-Visma           | 78 pts                |
| 2e                    | Jonas Vingegaard      | Danemark              | Jumbo-Visma           | 64 pts                |
| 3e                    | Matteo Trentin        | Italie                | UAE Team Emirates     | 64 pts                |
| 4e                    | Julian Alaphilippe    | France                | Soudal Quick-Step     | 55 pts                |
| 5e                    | Adam Yates            | Royaume-Uni           | UAE Team Emirates     | 40 pts                |
| 6e                    | Jai Hindley           | Australie             | Bora-Hansgrohe        | 32 pts                |
| 7e                    | Fred Wright           | Royaume-Uni           | Bahrain Victorious    | 30 pts                |
| 8e                    | Axel Zingle           | France                | Cofidis               | 30 pts                |
| 9e                    | Ben O'Connor          | Australie             | AG2R Citroën Team     | 28 pts                |
| 10e                   | Clément Champoussin   | France                | Arkéa-Samsic          | 24 pts                |

| Classement par points | Classement par points | Classement par points | Classement par points | Classement par points |
| Coureur               | Coureur               | Pays                  | Équipe                | Points                |
| --------------------- | --------------------- | --------------------- | --------------------- | --------------------- |
| 1er                   | Christophe Laporte    | France                | Jumbo-Visma           | 78 pts                |
| 2e                    | Jonas Vingegaard      | Danemark              | Jumbo-Visma           | 64 pts                |
| 3e                    | Matteo Trentin        | Italie                | UAE Team Emirates     | 64 pts                |
| 4e                    | Julian Alaphilippe    | France                | Soudal Quick-Step     | 55 pts                |
| 5e                    | Adam Yates            | Royaume-Uni           | UAE Team Emirates     | 40 pts                |
| 6e                    | Jai Hindley           | Australie             | Bora-Hansgrohe        | 32 pts                |
| 7e                    | Fred Wright           | Royaume-Uni           | Bahrain Victorious    | 30 pts                |
| 8e                    | Axel Zingle           | France                | Cofidis               | 30 pts                |
| 9e                    | Ben O'Connor          | Australie             | AG2R Citroën Team     | 28 pts                |
| 10e                   | Clément Champoussin   | France                | Arkéa-Samsic          | 24 pts                |

| Classement de la montagne | Classement de la montagne | Classement de la montagne | Classement de la montagne | Classement de la montagne |
| Coureur                   | Coureur                   | Pays                      | Équipe                    | Points                    |
| ------------------------- | ------------------------- | ------------------------- | ------------------------- | ------------------------- |
| 1er                       | Giulio Ciccone            | Italie                    | Trek-Segafredo            | 42 pts                    |
| 2e                        | Victor Campenaerts        | Belgique                  | Lotto Dstny               | 40 pts                    |
| 3e                        | Jonas Vingegaard          | Danemark                  | Jumbo-Visma               | 32 pts                    |
| 4e                        | Adam Yates                | Royaume-Uni               | UAE Team Emirates         | 22 pts                    |
| 5e                        | Julian Alaphilippe        | France                    | Soudal Quick-Step         | 21 pts                    |
| 6e                        | Tiesj Benoot              | Belgique                  | Jumbo-Visma               | 20 pts                    |
| 7e                        | Jonathan Castroviejo      | Espagne                   | Ineos Grenadiers          | 14 pts                    |
| 8e                        | Mathieu Burgaudeau        | France                    | TotalEnergies             | 13 pts                    |
| 9e                        | Clément Champoussin       | France                    | Arkéa-Samsic              | 12 pts                    |
| 10e                       | Mauri Vansevenant         | Belgique                  | Soudal Quick-Step         | 12 pts                    |

| Classement de la montagne | Classement de la montagne | Classement de la montagne | Classement de la montagne | Classement de la montagne |
| Coureur                   | Coureur                   | Pays                      | Équipe                    | Points                    |
| ------------------------- | ------------------------- | ------------------------- | ------------------------- | ------------------------- |
| 1er                       | Giulio Ciccone            | Italie                    | Trek-Segafredo            | 42 pts                    |
| 2e                        | Victor Campenaerts        | Belgique                  | Lotto Dstny               | 40 pts                    |
| 3e                        | Jonas Vingegaard          | Danemark                  | Jumbo-Visma               | 32 pts                    |
| 4e                        | Adam Yates                | Royaume-Uni               | UAE Team Emirates         | 22 pts                    |
| 5e                        | Julian Alaphilippe        | France                    | Soudal Quick-Step         | 21 pts                    |
| 6e                        | Tiesj Benoot              | Belgique                  | Jumbo-Visma               | 20 pts                    |
| 7e                        | Jonathan Castroviejo      | Espagne                   | Ineos Grenadiers          | 14 pts                    |
| 8e                        | Mathieu Burgaudeau        | France                    | TotalEnergies             | 13 pts                    |
| 9e                        | Clément Champoussin       | France                    | Arkéa-Samsic              | 12 pts                    |
| 10e                       | Mauri Vansevenant         | Belgique                  | Soudal Quick-Step         | 12 pts                    |

| Classement du meilleur jeune | Classement du meilleur jeune | Classement du meilleur jeune | Classement du meilleur jeune | Classement du meilleur jeune |
| Coureur                      | Coureur                      | Pays                         | Équipe                       | Temps                        |
| ---------------------------- | ---------------------------- | ---------------------------- | ---------------------------- | ---------------------------- |
| 1er                          | Carlos Rodríguez             | Espagne                      | Ineos Grenadiers             | 29 h 33 min 58 s             |
| 2e                           | Max Poole                    | Royaume-Uni                  | Team DSM                     | + 1 min 34 s                 |
| 3e                           | Tobias Johannessen           | Norvège                      | Uno-X Pro Cycling Team       | + 2 min 41 s                 |
| 4e                           | Lenny Martinez               | France                       | Groupama-FDJ                 | + 4 min 02 s                 |
| 5e                           | Clément Champoussin          | France                       | Arkéa-Samsic                 | + 6 min 23 s                 |
| 6e                           | Attila Valter                | Hongrie                      | Jumbo-Visma                  | + 13 min 02 s                |
| 7e                           | Edoardo Zambanini            | Italie                       | Bahrain Victorious           | + 28 min 17 s                |
| 8e                           | Oscar Onley                  | Royaume-Uni                  | Team DSM                     | + 37 min 00 s                |
| 9e                           | Harry Sweeny                 | Australie                    | Lotto Dstny                  | + 49 min 49 s                |
| 10e                          | Mathieu Burgaudeau           | France                       | TotalEnergies                | + 53 min 04 s                |

| Classement du meilleur jeune | Classement du meilleur jeune | Classement du meilleur jeune | Classement du meilleur jeune | Classement du meilleur jeune |
| Coureur                      | Coureur                      | Pays                         | Équipe                       | Temps                        |
| ---------------------------- | ---------------------------- | ---------------------------- | ---------------------------- | ---------------------------- |
| 1er                          | Carlos Rodríguez             | Espagne                      | Ineos Grenadiers             | 29 h 33 min 58 s             |
| 2e                           | Max Poole                    | Royaume-Uni                  | Team DSM                     | + 1 min 34 s                 |
| 3e                           | Tobias Johannessen           | Norvège                      | Uno-X Pro Cycling Team       | + 2 min 41 s                 |
| 4e                           | Lenny Martinez               | France                       | Groupama-FDJ                 | + 4 min 02 s                 |
| 5e                           | Clément Champoussin          | France                       | Arkéa-Samsic                 | + 6 min 23 s                 |
| 6e                           | Attila Valter                | Hongrie                      | Jumbo-Visma                  | + 13 min 02 s                |
| 7e                           | Edoardo Zambanini            | Italie                       | Bahrain Victorious           | + 28 min 17 s                |
| 8e                           | Oscar Onley                  | Royaume-Uni                  | Team DSM                     | + 37 min 00 s                |
| 9e                           | Harry Sweeny                 | Australie                    | Lotto Dstny                  | + 49 min 49 s                |
| 10e                          | Mathieu Burgaudeau           | France                       | TotalEnergies                | + 53 min 04 s                |

| Classement par équipes | Classement par équipes | Classement par équipes | Classement par équipes |
| Équipe                 | Équipe                 | Pays                   | Temps                  |
| ---------------------- | ---------------------- | ---------------------- | ---------------------- |
| 1re                    | Ineos Grenadiers       | Royaume-Uni            | 88 h 40 min 45 s       |
| 2e                     | UAE Team Emirates      | Émirats arabes unis    | + 3 min 33 s           |
| 3e                     | Bahrain Victorious     | Bahreïn                | + 9 min 54 s           |
| 4e                     | Jumbo-Visma            | Pays-Bas               | + 18 min 31 s          |
| 5e                     | Uno-X Pro Cycling Team | Norvège                | + 34 min 18 s          |
| 6e                     | Groupama-FDJ           | France                 | + 39 min 48 s          |
| 7e                     | Movistar Team          | Espagne                | + 47 min 13 s          |
| 8e                     | AG2R Citroën Team      | France                 | + 53 min 49 s          |
| 9e                     | Bora-Hansgrohe         | Allemagne              | + 54 min 30 s          |
| 10e                    | EF Education-EasyPost  | États-Unis             | + 56 min 40 s          |

| Classement par équipes | Classement par équipes | Classement par équipes | Classement par équipes |
| Équipe                 | Équipe                 | Pays                   | Temps                  |
| ---------------------- | ---------------------- | ---------------------- | ---------------------- |
| 1re                    | Ineos Grenadiers       | Royaume-Uni            | 88 h 40 min 45 s       |
| 2e                     | UAE Team Emirates      | Émirats arabes unis    | + 3 min 33 s           |
| 3e                     | Bahrain Victorious     | Bahreïn                | + 9 min 54 s           |
| 4e                     | Jumbo-Visma            | Pays-Bas               | + 18 min 31 s          |
| 5e                     | Uno-X Pro Cycling Team | Norvège                | + 34 min 18 s          |
| 6e                     | Groupama-FDJ           | France                 | + 39 min 48 s          |
| 7e                     | Movistar Team          | Espagne                | + 47 min 13 s          |
| 8e                     | AG2R Citroën Team      | France                 | + 53 min 49 s          |
| 9e                     | Bora-Hansgrohe         | Allemagne              | + 54 min 30 s          |
| 10e                    | EF Education-EasyPost  | États-Unis             | + 56 min 40 s          |

## Classements UCI
La course attribue des points au Classement mondial UCI 2023 selon le barème suivant :
| Position           | 1er | 2e  | 3e  | 4e  | 5e  | 6e  | 7e  | 8e  | 9e  | 10e | 11e | 12e | 13e | 14e | 15e | 16e à 20e | 21e à 30e | 31e à 50e | 51e à 55e | 56e à 60e |
| Classement général | 500 | 400 | 325 | 275 | 225 | 175 | 150 | 125 | 100 | 80  | 70  | 60  | 50  | 40  | 35  | 30        | 20        | 10        | 5         | 3         |
| Par étapes         | 60  | 40  | 30  | 25  | 20  | 15  | 10  | 8   | 5   | 2   |     |     |     |     |     |           |           |           |           |           |
| Leader             | 10  |     |     |     |     |     |     |     |     |     |     |     |     |     |     |           |           |           |           |           |

## Évolution des classements
| Étape              |                             | Vainqueur _        | Classement général | Classement par points | Meilleur grimpeur  | Meilleur jeune   | Super-combatif     | Meilleure équipe  |
| ------------------ | --------------------------- | ------------------ | ------------------ | --------------------- | ------------------ | ---------------- | ------------------ | ----------------- |
| 1re étape          | étape vallonnée             | Christophe Laporte | Christophe Laporte | Christophe Laporte    | Donavan Grondin    | Rune Herregodts  | Dorian Godon       | UAE Team Emirates |
| 2e étape           | étape vallonnée             | Julian Alaphilippe | Christophe Laporte | Christophe Laporte    | Donavan Grondin    | Rune Herregodts  | Victor Campenaerts | UAE Team Emirates |
| 3e étape           | étape de plaine             | Christophe Laporte | Christophe Laporte | Christophe Laporte    | Donavan Grondin    | Rune Herregodts  | Mathieu Burgaudeau | UAE Team Emirates |
| 4e étape           | contre-la-montre individuel | Mikkel Bjerg       | Mikkel Bjerg       | Christophe Laporte    | Donavan Grondin    | Mikkel Bjerg     | non attribué       | UAE Team Emirates |
| 5e étape           | étape vallonnée             | Jonas Vingegaard   | Jonas Vingegaard   | Christophe Laporte    | Donavan Grondin    | Mikkel Bjerg     | Richard Carapaz    | UAE Team Emirates |
| 6e étape           | étape de moyenne montagne   | Georg Zimmermann   | Jonas Vingegaard   | Christophe Laporte    | Mathieu Burgaudeau | Mikkel Bjerg     | Mathieu Burgaudeau | UAE Team Emirates |
| 7e étape           | étape de montagne           | Jonas Vingegaard   | Jonas Vingegaard   | Christophe Laporte    | Victor Campenaerts | Max Poole        | Victor Campenaerts | Ineos Grenadiers  |
| 8e étape           | étape de montagne           | Giulio Ciccone     | Jonas Vingegaard   | Christophe Laporte    | Giulio Ciccone     | Carlos Rodríguez | Giulio Ciccone     | Ineos Grenadiers  |
| Classements finals | Classements finals          |                    | Jonas Vingegaard   | Christophe Laporte    | Giulio Ciccone     | Carlos Rodríguez | non attribué       | Ineos Grenadiers  |

## Liste des participants
| Légende                             | Légende                                                                                                  | Légende                                | Légende                                                                                                  |
| ----------------------------------- | --- | -------------------------------------- | --- |
| Num                                 | Dossard de départ porté par le coureur sur ce Critérium du Dauphiné                                      | Pos                                    | Position finale au classement général                                                                    |
| Leader du classement général        | Indique le vainqueur du classement général                                                               | Leader du classement par points        | Indique le vainqueur du classement par points                                                            |
| Leader du classement de la montagne | Indique le vainqueur du classement de la montagne                                                        | Leader du classement du meilleur jeune | Indique le vainqueur du classement du meilleur jeune                                                     |
|                                     | Indique un maillot de champion national ou mondial, suivi de sa spécialité                               | #                                      | Indique la meilleure équipe                                                                              |
| NP                                  | Indique un coureur qui n'a pas pris le départ d'une étape, suivi du numéro de l'étape où il s'est retiré | AB                                     | Indique un coureur qui n'a pas terminé une étape, suivi du numéro de l'étape où il s'est retiré          |
| HD                                  | Indique un coureur qui a terminé une étape hors des délais, suivi du numéro de l'étape                   | *                                      | Indique un coureur en lice pour le classement du meilleur jeune (coureurs nés après le 1er janvier 1996) |

| Jumbo-Visma TJV | Jumbo-Visma TJV             | Jumbo-Visma TJV |
| --------------- | --------------------------- | --------------- |
| Num             | Coureur                     | Pos             |
| 1               | Jonas Vingegaard (DEN)      | 1er             |
| 2               | Tiesj Benoot (BEL)          | 28e             |
| 3               | Steven Kruijswijk (NED)     | AB-2            |
| 4               | Christophe Laporte (FRA)    | 89e             |
| 5               | Attila Valter (HUN) (route) | 26e             |
| 6               | Dylan van Baarle (NED)      | 68e             |
| 7               | Nathan Van Hooydonck (BEL)  | 67e             |

| AG2R Citroën Team ACT | AG2R Citroën Team ACT   | AG2R Citroën Team ACT |
| --------------------- | ----------------------- | --------------------- |
| Num                   | Coureur                 | Pos                   |
| 11                    | Ben O'Connor (AUS)      | 3e                    |
| 12                    | Franck Bonnamour (FRA)  | AB-8                  |
| 13                    | Geoffrey Bouchard (FRA) | AB-4                  |
| 14                    | Dorian Godon (FRA)      | 41e                   |
| 15                    | Oliver Naesen (BEL)     | 43e                   |
| 16                    | Nans Peters (FRA)       | 54e                   |
| 17                    | Greg Van Avermaet (BEL) | 76e                   |

| Bahrain Victorious TBV | Bahrain Victorious TBV    | Bahrain Victorious TBV |
| ---------------------- | ------------------------- | ---------------------- |
| Num                    | Coureur                   | Pos                    |
| 21                     | Mikel Landa (ESP)         | 22e                    |
| 22                     | Matevž Govekar (SLO)      | 108e                   |
| 23                     | Kamil Gradek (POL)        | AB-8                   |
| 24                     | Jack Haig (AUS)           | 5e                     |
| 25                     | Hermann Pernsteiner (AUT) | 25e                    |
| 26                     | Fred Wright (GBR)         | 62e                    |
| 27                     | Edoardo Zambanini (ITA)   | 34e                    |

| Ineos Grenadiers IGD | Ineos Grenadiers IGD           | Ineos Grenadiers IGD |
| -------------------- | ------------------------------ | -------------------- |
| Num                  | Coureur                        | Pos                  |
| 31                   | Egan Bernal (COL)              | 12e                  |
| 32                   | Jonathan Castroviejo (ESP)     | 31e                  |
| 33                   | Omar Fraile (ESP)              | 52e                  |
| 34                   | Ethan Hayter (GBR) (chrono)    | AB-1                 |
| 35                   | Daniel Martínez (COL)          | 23e                  |
| 36                   | Carlos Rodríguez (ESP) (route) | 9e                   |
| 37                   | Ben Turner (GBR)               | AB-4                 |

| Bora-Hansgrohe BOH | Bora-Hansgrohe BOH        | Bora-Hansgrohe BOH |
| ------------------ | ------------------------- | ------------------ |
| Num                | Coureur                   | Pos                |
| 41                 | Jai Hindley (AUS)         | 4e                 |
| 42                 | Sam Bennett (IRL)         | 109e               |
| 43                 | Emanuel Buchmann (GER)    | 19e                |
| 44                 | Patrick Gamper (AUT)      | 90e                |
| 45                 | Ryan Mullen (IRL)         | 111e               |
| 46                 | Nils Politt (GER) (route) | 48e                |
| 47                 | Danny van Poppel (NED)    | 80e                |

| Soudal Quick-Step SOQ | Soudal Quick-Step SOQ          | Soudal Quick-Step SOQ |
| --------------------- | ------------------------------ | --------------------- |
| Num                   | Coureur                        | Pos                   |
| 51                    | Julian Alaphilippe (FRA)       | 10e                   |
| 52                    | Andrea Bagioli (ITA)           | 70e                   |
| 53                    | Rémi Cavagna (FRA)             | 81e                   |
| 54                    | Dries Devenyns (BEL)           | AB-8                  |
| 55                    | Florian Sénéchal (FRA) (route) | 87e                   |
| 56                    | Mauri Vansevenant (BEL)        | 58e                   |
| 57                    | Ethan Vernon (GBR)             | 107e                  |

| Groupama-FDJ GFC | Groupama-FDJ GFC         | Groupama-FDJ GFC |
| ---------------- | ------------------------ | ---------------- |
| Num              | Coureur                  | Pos              |
| 61               | David Gaudu (FRA)        | 30e              |
| 62               | Kevin Geniets (LUX)      | 29e              |
| 63               | Matthieu Ladagnous (FRA) | 113e             |
| 64               | Olivier Le Gac (FRA)     | 106e             |
| 65               | Valentin Madouas (FRA)   | 42e              |
| 66               | Lenny Martinez (FRA)     | 18e              |
| 67               | Reuben Thompson (NZL)    | 85e              |

| EF Education-EasyPost EFE | EF Education-EasyPost EFE     | EF Education-EasyPost EFE |
| ------------------------- | ----------------------------- | ------------------------- |
| Num                       | Coureur                       | Pos                       |
| 71                        | Richard Carapaz (ECU) (route) | 36e                       |
| 72                        | Andrey Amador (CRC)           | 100e                      |
| 73                        | Esteban Chaves (COL) (route)  | 32e                       |
| 74                        | Owain Doull (GBR)             | 91e                       |
| 75                        | Andrea Piccolo (ITA)          | 102e                      |
| 76                        | Sean Quinn (USA)              | AB-8                      |
| 77                        | James Shaw (GBR)              | 24e                       |

| Intermarché-Circus-Wanty ICW | Intermarché-Circus-Wanty ICW | Intermarché-Circus-Wanty ICW |
| ---------------------------- | ---------------------------- | ---------------------------- |
| Num                          | Coureur                      | Pos                          |
| 81                           | Louis Meintjes (RSA)         | 7e                           |
| 82                           | Rune Herregodts (BEL)        | AB-7                         |
| 83                           | Madis Mihkels (EST)          | AB-8                         |
| 84                           | Hugo Page (FRA)              | AB-1                         |
| 85                           | Tom Paquot (BEL)             | 101e                         |
| 86                           | Rein Taaramäe (EST) (chrono) | 94e                          |
| 87                           | Georg Zimmermann (GER)       | 45e                          |

| Movistar Team MOV | Movistar Team MOV       | Movistar Team MOV |
| ----------------- | ----------------------- | ----------------- |
| Num               | Coureur                 | Pos               |
| 91                | Enric Mas (ESP)         | 17e               |
| 92                | Jorge Arcas (ESP)       | 99e               |
| 93                | Matteo Jorgenson (USA)  | 63e               |
| 94                | Gregor Mühlberger (AUT) | AB-8              |
| 95                | Nélson Oliveira (POR)   | 49e               |
| 96                | Antonio Pedrero (ESP)   | 27e               |
| 97                | Sergio Samitier (ESP)   | 75e               |

| Trek-Segafredo TFS | Trek-Segafredo TFS       | Trek-Segafredo TFS |
| ------------------ | ------------------------ | ------------------ |
| Num                | Coureur                  | Pos                |
| 101                | Giulio Ciccone (ITA)     | 11e                |
| 102                | Jon Aberasturi (ESP)     | 112e               |
| 103                | Kenny Elissonde (FRA)    | 73e                |
| 104                | Markus Hoelgaard (NOR)   | AB-7               |
| 105                | Juan Pedro López (ESP)   | 38e                |
| 106                | Natnael Tesfatsion (ERI) | AB-6               |
| 107                | Antwan Tolhoek (NED)     | AB-1               |

| UAE Team Emirates UAD | UAE Team Emirates UAD                       | UAE Team Emirates UAD |
| --------------------- | ------------------------------------------- | --------------------- |
| Num                   | Coureur                                     | Pos                   |
| 111                   | Adam Yates (GBR)                            | 2e                    |
| 112                   | Ivo Oliveira (POR)                          | 114e                  |
| 113                   | Mikkel Bjerg (DEN)                          | 55e                   |
| 114                   | Felix Großschartner (AUT) (route et chrono) | 21e                   |
| 115                   | Vegard Stake Laengen (NOR)                  | 64e                   |
| 116                   | Rafał Majka (POL)                           | 14e                   |
| 117                   | Matteo Trentin (ITA)                        | 74e                   |

| Cofidis COF | Cofidis COF               | Cofidis COF |
| ----------- | ------------------------- | ----------- |
| Num         | Coureur                   | Pos         |
| 121         | Guillaume Martin (FRA)    | 6e          |
| 122         | Eddy Finé (FRA)           | 95e         |
| 123         | Anthony Perez (FRA)       | 83e         |
| 124         | Pierre-Luc Périchon (FRA) | 60e         |
| 125         | Benjamin Thomas (FRA)     | AB-8        |
| 126         | Harrison Wood (GBR)       | 77e         |
| 127         | Axel Zingle (FRA)         | 98e         |

| Uno-X Pro Cycling Team UXT | Uno-X Pro Cycling Team UXT   | Uno-X Pro Cycling Team UXT |
| -------------------------- | ---------------------------- | -------------------------- |
| Num                        | Coureur                      | Pos                        |
| 131                        | Tobias Johannessen (NOR)     | 15e                        |
| 132                        | Martin Bugge Urianstad (NOR) | AB-8                       |
| 133                        | Anthon Charmig (DEN)         | 56e                        |
| 134                        | Fredrik Dversnes (NOR)       | 96e                        |
| 135                        | Anders Johannessen (NOR)     | 59e                        |
| 136                        | Torstein Træen (NOR)         | 8e                         |
| 137                        | Jonas Gregaard Wilsly (DEN)  | 92e                        |

| Lotto Dstny LTD | Lotto Dstny LTD          | Lotto Dstny LTD |
| --------------- | ------------------------ | --------------- |
| Num             | Coureur                  | Pos             |
| 141             | Maxim Van Gils (BEL)     | AB-5            |
| 142             | Victor Campenaerts (BEL) | 82e             |
| 143             | Thomas De Gendt (BEL)    | AB-8            |
| 144             | Milan Menten (BEL)       | NP-7            |
| 145             | Eduardo Sepúlveda (ARG)  | 33e             |
| 146             | Harry Sweeny (AUS)       | 46e             |
| 147             | Brent Van Moer (BEL)     | 61e             |

| Team Jayco AlUla JAY | Team Jayco AlUla JAY           | Team Jayco AlUla JAY |
| -------------------- | ------------------------------ | -------------------- |
| Num                  | Coureur                        | Pos                  |
| 151                  | Dylan Groenewegen (NED)        | NP-6                 |
| 152                  | Lawson Craddock (USA) (chrono) | 79e                  |
| 153                  | Luke Durbridge (AUS)           | 88e                  |
| 154                  | Tsgabu Grmay (ETH)             | 44e                  |
| 155                  | Chris Harper (AUS)             | 16e                  |
| 156                  | Rudy Porter (AUS)              | AB-6                 |
| 157                  | Elmar Reinders (NED)           | NP-7                 |

| TotalEnergies TEN | TotalEnergies TEN          | TotalEnergies TEN |
| ----------------- | -------------------------- | ----------------- |
| Num               | Coureur                    | Pos               |
| 161               | Pierre Latour (FRA)        | AB-8              |
| 162               | Edvald Boasson Hagen (NOR) | 72e               |
| 163               | Mathieu Burgaudeau (FRA)   | 50e               |
| 164               | Steff Cras (BEL)           | AB-2              |
| 165               | Fabien Grellier (FRA)      | 110e              |
| 166               | Mattéo Vercher (FRA)       | AB-8              |
| 167               | Alexis Vuillermoz (FRA)    | 37e               |

| Team DSM DSM | Team DSM DSM         | Team DSM DSM |
| ------------ | -------------------- | ------------ |
| Num          | Coureur              | Pos          |
| 171          | Marco Brenner (GER)  | 71e          |
| 172          | Romain Combaud (FRA) | AB-2         |
| 173          | Leon Heinschke (GER) | 103e         |
| 174          | Lorenzo Milesi (ITA) | 104e         |
| 175          | Oscar Onley (GBR)    | 40e          |
| 176          | Max Poole (GBR)      | 13e          |
| 177          | Florian Stork (GER)  | 97e          |

| Alpecin-Deceuninck ADC | Alpecin-Deceuninck ADC      | Alpecin-Deceuninck ADC |
| ---------------------- | --------------------------- | ---------------------- |
| Num                    | Coureur                     | Pos                    |
| 181                    | Jason Osborne (GER)         | 51e                    |
| 182                    | Tobias Bayer (AUT)          | 53e                    |
| 183                    | Nicola Conci (ITA)          | 86e                    |
| 184                    | Jimmy Janssens (BEL)        | 65e                    |
| 185                    | Robert Stannard (AUS)       | 57e                    |
| 186                    | Lionel Taminiaux (BEL)      | 116e                   |
| 187                    | Fabio Van den Bossche (BEL) | 105e                   |

| Astana Qazaqstan Team AST | Astana Qazaqstan Team AST | Astana Qazaqstan Team AST |
| ------------------------- | ------------------------- | ------------------------- |
| Num                       | Coureur                   | Pos                       |
| 191                       | David de la Cruz (ESP)    | 35e                       |
| 192                       | Manuele Boaro (ITA)       | AB-6                      |
| 193                       | Joe Dombrowski (USA)      | 66e                       |
| 194                       | Gianmarco Garofoli (ITA)  | 78e                       |
| 195                       | Antonio Nibali (ITA)      | 69e                       |
| 196                       | Aleksandr Riabushenko     | 115e                      |
| 197                       | Andrey Zeits (KAZ)        | AB-3                      |

| Arkéa-Samsic ARK | Arkéa-Samsic ARK          | Arkéa-Samsic ARK |
| ---------------- | ------------------------- | ---------------- |
| Num              | Coureur                   | Pos              |
| 201              | Clément Champoussin (FRA) | 20e              |
| 202              | Anthony Delaplace (FRA)   | 47e              |
| 203              | Donavan Grondin (FRA)     | AB-6             |
| 204              | Simon Guglielmi (FRA)     | 39e              |
| 205              | Hugo Hofstetter (FRA)     | NP-4             |
| 206              | Kévin Ledanois (FRA)      | 93e              |
| 207              | Łukasz Owsian (POL)       | 84e              |

| Jumbo-Visma TJV | Jumbo-Visma TJV             | Jumbo-Visma TJV |
| --------------- | --------------------------- | --------------- |
| Num             | Coureur                     | Pos             |
| 1               | Jonas Vingegaard (DEN)      | 1er             |
| 2               | Tiesj Benoot (BEL)          | 28e             |
| 3               | Steven Kruijswijk (NED)     | AB-2            |
| 4               | Christophe Laporte (FRA)    | 89e             |
| 5               | Attila Valter (HUN) (route) | 26e             |
| 6               | Dylan van Baarle (NED)      | 68e             |
| 7               | Nathan Van Hooydonck (BEL)  | 67e             |

| AG2R Citroën Team ACT | AG2R Citroën Team ACT   | AG2R Citroën Team ACT |
| --------------------- | ----------------------- | --------------------- |
| Num                   | Coureur                 | Pos                   |
| 11                    | Ben O'Connor (AUS)      | 3e                    |
| 12                    | Franck Bonnamour (FRA)  | AB-8                  |
| 13                    | Geoffrey Bouchard (FRA) | AB-4                  |
| 14                    | Dorian Godon (FRA)      | 41e                   |
| 15                    | Oliver Naesen (BEL)     | 43e                   |
| 16                    | Nans Peters (FRA)       | 54e                   |
| 17                    | Greg Van Avermaet (BEL) | 76e                   |

| Bahrain Victorious TBV | Bahrain Victorious TBV    | Bahrain Victorious TBV |
| ---------------------- | ------------------------- | ---------------------- |
| Num                    | Coureur                   | Pos                    |
| 21                     | Mikel Landa (ESP)         | 22e                    |
| 22                     | Matevž Govekar (SLO)      | 108e                   |
| 23                     | Kamil Gradek (POL)        | AB-8                   |
| 24                     | Jack Haig (AUS)           | 5e                     |
| 25                     | Hermann Pernsteiner (AUT) | 25e                    |
| 26                     | Fred Wright (GBR)         | 62e                    |
| 27                     | Edoardo Zambanini (ITA)   | 34e                    |

| Ineos Grenadiers IGD | Ineos Grenadiers IGD           | Ineos Grenadiers IGD |
| -------------------- | ------------------------------ | -------------------- |
| Num                  | Coureur                        | Pos                  |
| 31                   | Egan Bernal (COL)              | 12e                  |
| 32                   | Jonathan Castroviejo (ESP)     | 31e                  |
| 33                   | Omar Fraile (ESP)              | 52e                  |
| 34                   | Ethan Hayter (GBR) (chrono)    | AB-1                 |
| 35                   | Daniel Martínez (COL)          | 23e                  |
| 36                   | Carlos Rodríguez (ESP) (route) | 9e                   |
| 37                   | Ben Turner (GBR)               | AB-4                 |

| Bora-Hansgrohe BOH | Bora-Hansgrohe BOH        | Bora-Hansgrohe BOH |
| ------------------ | ------------------------- | ------------------ |
| Num                | Coureur                   | Pos                |
| 41                 | Jai Hindley (AUS)         | 4e                 |
| 42                 | Sam Bennett (IRL)         | 109e               |
| 43                 | Emanuel Buchmann (GER)    | 19e                |
| 44                 | Patrick Gamper (AUT)      | 90e                |
| 45                 | Ryan Mullen (IRL)         | 111e               |
| 46                 | Nils Politt (GER) (route) | 48e                |
| 47                 | Danny van Poppel (NED)    | 80e                |

| Soudal Quick-Step SOQ | Soudal Quick-Step SOQ          | Soudal Quick-Step SOQ |
| --------------------- | ------------------------------ | --------------------- |
| Num                   | Coureur                        | Pos                   |
| 51                    | Julian Alaphilippe (FRA)       | 10e                   |
| 52                    | Andrea Bagioli (ITA)           | 70e                   |
| 53                    | Rémi Cavagna (FRA)             | 81e                   |
| 54                    | Dries Devenyns (BEL)           | AB-8                  |
| 55                    | Florian Sénéchal (FRA) (route) | 87e                   |
| 56                    | Mauri Vansevenant (BEL)        | 58e                   |
| 57                    | Ethan Vernon (GBR)             | 107e                  |

| Groupama-FDJ GFC | Groupama-FDJ GFC         | Groupama-FDJ GFC |
| ---------------- | ------------------------ | ---------------- |
| Num              | Coureur                  | Pos              |
| 61               | David Gaudu (FRA)        | 30e              |
| 62               | Kevin Geniets (LUX)      | 29e              |
| 63               | Matthieu Ladagnous (FRA) | 113e             |
| 64               | Olivier Le Gac (FRA)     | 106e             |
| 65               | Valentin Madouas (FRA)   | 42e              |
| 66               | Lenny Martinez (FRA)     | 18e              |
| 67               | Reuben Thompson (NZL)    | 85e              |

| EF Education-EasyPost EFE | EF Education-EasyPost EFE     | EF Education-EasyPost EFE |
| ------------------------- | ----------------------------- | ------------------------- |
| Num                       | Coureur                       | Pos                       |
| 71                        | Richard Carapaz (ECU) (route) | 36e                       |
| 72                        | Andrey Amador (CRC)           | 100e                      |
| 73                        | Esteban Chaves (COL) (route)  | 32e                       |
| 74                        | Owain Doull (GBR)             | 91e                       |
| 75                        | Andrea Piccolo (ITA)          | 102e                      |
| 76                        | Sean Quinn (USA)              | AB-8                      |
| 77                        | James Shaw (GBR)              | 24e                       |

| Intermarché-Circus-Wanty ICW | Intermarché-Circus-Wanty ICW | Intermarché-Circus-Wanty ICW |
| ---------------------------- | ---------------------------- | ---------------------------- |
| Num                          | Coureur                      | Pos                          |
| 81                           | Louis Meintjes (RSA)         | 7e                           |
| 82                           | Rune Herregodts (BEL)        | AB-7                         |
| 83                           | Madis Mihkels (EST)          | AB-8                         |
| 84                           | Hugo Page (FRA)              | AB-1                         |
| 85                           | Tom Paquot (BEL)             | 101e                         |
| 86                           | Rein Taaramäe (EST) (chrono) | 94e                          |
| 87                           | Georg Zimmermann (GER)       | 45e                          |

| Movistar Team MOV | Movistar Team MOV       | Movistar Team MOV |
| ----------------- | ----------------------- | ----------------- |
| Num               | Coureur                 | Pos               |
| 91                | Enric Mas (ESP)         | 17e               |
| 92                | Jorge Arcas (ESP)       | 99e               |
| 93                | Matteo Jorgenson (USA)  | 63e               |
| 94                | Gregor Mühlberger (AUT) | AB-8              |
| 95                | Nélson Oliveira (POR)   | 49e               |
| 96                | Antonio Pedrero (ESP)   | 27e               |
| 97                | Sergio Samitier (ESP)   | 75e               |

| Trek-Segafredo TFS | Trek-Segafredo TFS       | Trek-Segafredo TFS |
| ------------------ | ------------------------ | ------------------ |
| Num                | Coureur                  | Pos                |
| 101                | Giulio Ciccone (ITA)     | 11e                |
| 102                | Jon Aberasturi (ESP)     | 112e               |
| 103                | Kenny Elissonde (FRA)    | 73e                |
| 104                | Markus Hoelgaard (NOR)   | AB-7               |
| 105                | Juan Pedro López (ESP)   | 38e                |
| 106                | Natnael Tesfatsion (ERI) | AB-6               |
| 107                | Antwan Tolhoek (NED)     | AB-1               |

| UAE Team Emirates UAD | UAE Team Emirates UAD                       | UAE Team Emirates UAD |
| --------------------- | ------------------------------------------- | --------------------- |
| Num                   | Coureur                                     | Pos                   |
| 111                   | Adam Yates (GBR)                            | 2e                    |
| 112                   | Ivo Oliveira (POR)                          | 114e                  |
| 113                   | Mikkel Bjerg (DEN)                          | 55e                   |
| 114                   | Felix Großschartner (AUT) (route et chrono) | 21e                   |
| 115                   | Vegard Stake Laengen (NOR)                  | 64e                   |
| 116                   | Rafał Majka (POL)                           | 14e                   |
| 117                   | Matteo Trentin (ITA)                        | 74e                   |

| Cofidis COF | Cofidis COF               | Cofidis COF |
| ----------- | ------------------------- | ----------- |
| Num         | Coureur                   | Pos         |
| 121         | Guillaume Martin (FRA)    | 6e          |
| 122         | Eddy Finé (FRA)           | 95e         |
| 123         | Anthony Perez (FRA)       | 83e         |
| 124         | Pierre-Luc Périchon (FRA) | 60e         |
| 125         | Benjamin Thomas (FRA)     | AB-8        |
| 126         | Harrison Wood (GBR)       | 77e         |
| 127         | Axel Zingle (FRA)         | 98e         |

| Uno-X Pro Cycling Team UXT | Uno-X Pro Cycling Team UXT   | Uno-X Pro Cycling Team UXT |
| -------------------------- | ---------------------------- | -------------------------- |
| Num                        | Coureur                      | Pos                        |
| 131                        | Tobias Johannessen (NOR)     | 15e                        |
| 132                        | Martin Bugge Urianstad (NOR) | AB-8                       |
| 133                        | Anthon Charmig (DEN)         | 56e                        |
| 134                        | Fredrik Dversnes (NOR)       | 96e                        |
| 135                        | Anders Johannessen (NOR)     | 59e                        |
| 136                        | Torstein Træen (NOR)         | 8e                         |
| 137                        | Jonas Gregaard Wilsly (DEN)  | 92e                        |

| Lotto Dstny LTD | Lotto Dstny LTD          | Lotto Dstny LTD |
| --------------- | ------------------------ | --------------- |
| Num             | Coureur                  | Pos             |
| 141             | Maxim Van Gils (BEL)     | AB-5            |
| 142             | Victor Campenaerts (BEL) | 82e             |
| 143             | Thomas De Gendt (BEL)    | AB-8            |
| 144             | Milan Menten (BEL)       | NP-7            |
| 145             | Eduardo Sepúlveda (ARG)  | 33e             |
| 146             | Harry Sweeny (AUS)       | 46e             |
| 147             | Brent Van Moer (BEL)     | 61e             |

| Team Jayco AlUla JAY | Team Jayco AlUla JAY           | Team Jayco AlUla JAY |
| -------------------- | ------------------------------ | -------------------- |
| Num                  | Coureur                        | Pos                  |
| 151                  | Dylan Groenewegen (NED)        | NP-6                 |
| 152                  | Lawson Craddock (USA) (chrono) | 79e                  |
| 153                  | Luke Durbridge (AUS)           | 88e                  |
| 154                  | Tsgabu Grmay (ETH)             | 44e                  |
| 155                  | Chris Harper (AUS)             | 16e                  |
| 156                  | Rudy Porter (AUS)              | AB-6                 |
| 157                  | Elmar Reinders (NED)           | NP-7                 |

| TotalEnergies TEN | TotalEnergies TEN          | TotalEnergies TEN |
| ----------------- | -------------------------- | ----------------- |
| Num               | Coureur                    | Pos               |
| 161               | Pierre Latour (FRA)        | AB-8              |
| 162               | Edvald Boasson Hagen (NOR) | 72e               |
| 163               | Mathieu Burgaudeau (FRA)   | 50e               |
| 164               | Steff Cras (BEL)           | AB-2              |
| 165               | Fabien Grellier (FRA)      | 110e              |
| 166               | Mattéo Vercher (FRA)       | AB-8              |
| 167               | Alexis Vuillermoz (FRA)    | 37e               |

| Team DSM DSM | Team DSM DSM         | Team DSM DSM |
| ------------ | -------------------- | ------------ |
| Num          | Coureur              | Pos          |
| 171          | Marco Brenner (GER)  | 71e          |
| 172          | Romain Combaud (FRA) | AB-2         |
| 173          | Leon Heinschke (GER) | 103e         |
| 174          | Lorenzo Milesi (ITA) | 104e         |
| 175          | Oscar Onley (GBR)    | 40e          |
| 176          | Max Poole (GBR)      | 13e          |
| 177          | Florian Stork (GER)  | 97e          |

| Alpecin-Deceuninck ADC | Alpecin-Deceuninck ADC      | Alpecin-Deceuninck ADC |
| ---------------------- | --------------------------- | ---------------------- |
| Num                    | Coureur                     | Pos                    |
| 181                    | Jason Osborne (GER)         | 51e                    |
| 182                    | Tobias Bayer (AUT)          | 53e                    |
| 183                    | Nicola Conci (ITA)          | 86e                    |
| 184                    | Jimmy Janssens (BEL)        | 65e                    |
| 185                    | Robert Stannard (AUS)       | 57e                    |
| 186                    | Lionel Taminiaux (BEL)      | 116e                   |
| 187                    | Fabio Van den Bossche (BEL) | 105e                   |

| Astana Qazaqstan Team AST | Astana Qazaqstan Team AST | Astana Qazaqstan Team AST |
| ------------------------- | ------------------------- | ------------------------- |
| Num                       | Coureur                   | Pos                       |
| 191                       | David de la Cruz (ESP)    | 35e                       |
| 192                       | Manuele Boaro (ITA)       | AB-6                      |
| 193                       | Joe Dombrowski (USA)      | 66e                       |
| 194                       | Gianmarco Garofoli (ITA)  | 78e                       |
| 195                       | Antonio Nibali (ITA)      | 69e                       |
| 196                       | Aleksandr Riabushenko     | 115e                      |
| 197                       | Andrey Zeits (KAZ)        | AB-3                      |

| Arkéa-Samsic ARK | Arkéa-Samsic ARK          | Arkéa-Samsic ARK |
| ---------------- | ------------------------- | ---------------- |
| Num              | Coureur                   | Pos              |
| 201              | Clément Champoussin (FRA) | 20e              |
| 202              | Anthony Delaplace (FRA)   | 47e              |
| 203              | Donavan Grondin (FRA)     | AB-6             |
| 204              | Simon Guglielmi (FRA)     | 39e              |
| 205              | Hugo Hofstetter (FRA)     | NP-4             |
| 206              | Kévin Ledanois (FRA)      | 93e              |
| 207              | Łukasz Owsian (POL)       | 84e              |